# Liga lekkoatletyczna sezon 2004
Liga lekkoatletyczna sezon 2004 – rozgrywki ligowe organizowane przez Polski Związek Lekkiej Atletyki, podzielone na klasy rozgrywkowe: I i II ligę. 
Zawody rozgrywane były w dwóch rzutach, wiosennych mityngach oraz jesiennych zawodach finałowych. Wyniki uzyskane przez zawodników przeliczane były na punkty, które decydowały o miejscu zajmowanym przez dany klub.
I rzut odbył się 29 maja w Białej Podlaskiej, a finał 1 Ligi (II rzut) odbył się 11 września 2004r. w Krakowie.
Przed sezonem wycofał się mistrz z poprzedniego sezonu, klub Warszawianka.

## 1 Liga - tabela końcowa
| Miejsce | Nazwa klubu                   | I rzut | II rzut | Ilość Punktów | Uwagi  |
| ------- | ----------------------------- | ------ | ------- | ------------- | ------ |
| 1       | AZS AWF Warszawa              | 3624   | 3559    | 7183          | złoto  |
| 2       | AZS AWF Wrocław               | 3260   | 3215    | 6475          | srebro |
| 3       | AZS AWF Kraków                | 3236   | 3236    | 6472          | brąz   |
| 4       | AZS AWF Katowice              | 2957   | 2843    | 5800          |        |
| 5       | Skra Warszawa                 | 2903   | 2803    | 5706          |        |
| 6       | SL WKS Zawisza Bydgoszcz      | 2924   | 2712    | 5636          |        |
| 7       | WKS Wawel Kraków              | 2814   | 2741    | 5555          |        |
| 8       | MKL Szczecin (b)              | 2912   | 2572    | 5484          |        |
| 9       | KS Agros Zamość               | 2786   | 2654    | 5440          |        |
| 10      | KS Podlasie Białystok         | 2810   | 2603    | 5413          |        |
| 11      | KS AZS AWF Biała Podlaska     | 2868   | 2464    | 5332          |        |
| 12      | MKS Start Lublin (b)          | 2612   | 2592    | 5204          |        |
| 13      | AZS AWF Gorzów                | 2563   | 2579    | 5142          |        |
| 14      | ZLKL Zielona Góra (b)         | 2552   | 2473    | 5025          |        |
| 15      | CKS Budowlani Częstochowa (b) | 2517   | 2287    | 4804          |        |

| Opis tabeli ekstraklasy:               |
| -------------------------------------- |
| (m) - Mistrz z poprzedniego sezonu     |
| (b) - beniaminek                       |
| DNS - drużyna nieskwalifikowana        |
| mistrzostwo                            |
| spadek lub wycofanie klubu z rozgrywek |